# Paolo Brezzi
Paolo Brezzi (Torino, 18 dicembre 1910 – Roma, 24 ottobre 1998) è stato un politico e storico italiano.